# Embaixada do Brasil em Pretória
A Embaixada do Brasil em Pretória é a missão diplomática brasileira em África do Sul, sendo responsável por manter e desenvolver as relações entre o Brasil e a África do Sul, além de efetuar a representação política do Brasil em Lesoto e na República de Maurício.
A missão diplomática se encontra no endereço 152 Dallas Avenue, Corobay Corner Building, 4th Floor, Waterkloof Glen, Pretória, África do Sul.
Desde 2022 esta representação política é chefiada pelo diplomata Benedicto Fonseca Filho, que se notabilizou em 2011 por ser o primeiro negro elevado à posição de embaixador na carreira da diplomacia brasileira.

## Jurisdições política e consular
Esta missão de representação diplomática exerce sua jurisdição política perante os seguintes países:
- África do Sul;
- Lesoto; e
- Ilhas Maurício.

Esta Embaixada exerce sua jurisdição consular para cidadãos brasileiros e estrangeiros localizados nas seguintes áreas:
- África do Sul (Províncias de Gauteng, de Northwest, de Limpopo, de Mpumalanga e de KwaZulu-Natal);
- Reino de Lesoto;
- República de Maurício;
- Departamento de Reunião (território francês); e
- Coletividade Departamental de Maiote (território francês).

Os serviços consulares envolvendo cidadãos residentes nas províncias sul-africanas do Cabo Oriental (Eastern Cape), Cabo Ocidental (Western Cape), Cabo Setentrional (Northern Cape) ou Estado Livre de Orange (Free State) estão sob a jurisdição do Consulado-Geral na Cidade do Cabo.